# Genius Loves Company
Genius Loves Company là album phòng thu cuối cùng của huyền thoại nhạc R&B và soul người Mỹ, Ray Charles. Album được phát hành vào ngày 31 tháng 8 năm 2004 bởi Concord Records sau khi ông qua đời. Quá trình thu âm diễn ra rải rác trong giai đoạn từ tháng 6 năm 2003 tới tháng 3 năm 2004. Các ca khúc được trình bày theo các phong cách R&B, đồng quê, pop và blues truyền thống, được Charles thể hiện cùng rất nhiều nghệ sĩ khách mời bao gồm Natalie Cole, Elton John, James Taylor, Norah Jones, B.B. King, Gladys Knight, Diana Krall, Van Morrison, Willie Nelson và Bonnie Raitt.
Album được thực hiện bởi nhà quản lý của Concord A&R, John Burk – người đã trực tiếp thuyết phục Charles thu âm một album song ca hợp tác giữa Concord Records và Hear Music – nhãn đĩa thuộc quyền sở hữu của hãng cà phê Starbucks. Đây là album không-tuyển-tập đầu tiên của Hear Music, và là album thành công nhất về mặt thương mại của Ray Charles. Tới ngày 2 tháng 2 năm 2005, Genius Loves Company đã sớm có được chứng chỉ 3x Bạch kim từ RIAA với số lượng 3 triệu bản đã được bán chỉ riêng tại Mỹ. Ngày 13 tháng 2 năm 2005, album được trao tới 8 giải Grammy, trong đó có 2 giải thưởng quan trọng là "Album của năm" và "Thu âm của năm". Phần bìa album là chính bức ảnh kinh điển được chụp bởi Norman Seeff.

## Danh sách ca khúc
| STT | Nhan đề                                                | Sáng tác                           | Thời lượng |
| --- | ------------------------------------------------------ | ---------------------------------- | ---------- |
| 1.  | "Here We Go Again" (cùng Norah Jones)                  | Don Lanier, Red Steagall           | 3:59       |
| 2.  | "Sweet Potato Pie" (cùng James Taylor)                 | James Taylor                       | 3:47       |
| 3.  | "You Don't Know Me" (cùng Diana Krall)                 | Eddy Arnold, Cindy Walker          | 3:55       |
| 4.  | "Sorry Seems to Be the Hardest Word" (cùng Elton John) | Elton John, Bernie Taupin          | 3:59       |
| 5.  | "Fever" (cùng Natalie Cole)                            | Eddie Cooley, John Davenport       | 3:30       |
| 6.  | "Do I Ever Cross Your Mind?" (cùng Bonnie Raitt)       | Billy Burnette, Michael Smotherman | 4:34       |
| 7.  | "It Was a Very Good Year" (cùng Willie Nelson)         | Ervin Drake                        | 4:59       |
| 8.  | "Hey Girl" (cùng Michael McDonald)                     | Gerry Goffin, Carole King          | 5:15       |
| 9.  | "Sinner's Prayer" (cùng B.B. King)                     | Lowell Fulson, Lloyd Glenn         | 4:25       |
| 10. | "Heaven Help Us All" (cùng Gladys Knight)              | Ronald Miller                      | 4:32       |
| 11. | "Over the Rainbow" (cùng Johnny Mathis)                | Harold Arlen, E.Y. Harburg         | 4:54       |
| 12. | "Crazy Love" (cùng Van Morrison)                       | Van Morrison                       | 3:42       |

## Xếp hạng

### Album
| Bảng xếp hạng (2004)   | Vị trí cao nhất |
| ---------------------- | --------------- |
| Billboard 200          | 1               |
| Top Canadian Albums    | 1               |
| Top Internet Albums    | 1               |
| Top R&B/Hip-Hop Albums | 4               |
| UK Albums Chart        | 18              |

### Đĩa đơn
| Đĩa đơn             | Bảng xếp hạng (2004)              | Vị trí cao nhất |
| ------------------- | --------------------------------- | --------------- |
| "You Don't Know Me" | U.S. Billboard Adult Contemporary | 21              |
| "Here We Go Again"  | French Singles Chart              | 51              |
| "Here We Go Again"  | Austrian Singles Chart            | 52              |